# 31954 Georgiebotev
31954 Georgiebotev este un asteroid din centura principală de asteroizi.

## Descriere
31954 Georgiebotev este un asteroid din centura principală de asteroizi. A fost descoperit pe 7 aprilie 2000 la Socorro, New Mexico, în cadrul proiectului LINEAR. Asteroidul prezintă o orbită caracterizată de o semiaxă mare de 2,27 ua, o excentricitate de 0,13 și o înclinație de 6,9° în raport cu ecliptica.